# Fernwahrnehmung
Fernwahrnehmung (engl. Remote Viewing oder Remote Perception) ist eine Bezeichnung für eine bestimmte Form des Hellsehens, eine hypothetische Art von Wahrnehmung. Ab Mitte der 1970er Jahre wurden parapsychologische Fernwahrnehmungs-Experimente von der US-Regierung gefördert und im Anschluss unter Geheimhaltung weitergeführt (Project Stargate). Bei den Experimenten versuchten Personen, Informationen über einen entfernten Ort zu erlangen, dort vermisste Personen zu bestimmen oder Objekte an einem Zielort zu beschreiben. Ein Großteil des Materials wurde 1995 freigegeben. Bestimmte Evaluierungen der Forschungsergebnisse ergaben keine Hinweise darauf, dass Fernwahrnehmungsfähigkeiten trainierbar sind.
Veröffentlichte Berichte über kontrollierte Experimente, vor allem des berühmt gewordenen israelischen Mentalisten Uri Geller durch Physiker und, dadurch aufmerksam geworden, später auch Geheimdienstler in den 1970er Jahren wurden von einigen Wissenschaftlern als Nachweis von Fernwahrnehmungen akzeptiert. Vor allem die im renommierten Magazin Nature veröffentlichte Studie der beiden Laser-Spezialisten Russell Targ und Harold Puthoff wurde aber nur unter Vorbehalt veröffentlicht (die Gutachter des Peer-Review hatten sich wegen methodischer Mängel eigentlich dagegen ausgesprochen) und später vielfach kritisiert. So wurde angeführt, Wissenschaftler seien nicht besser als Laien dazu qualifiziert, bewusste Tricks und Täuschungen zu durchschauen.
Es gibt keine wissenschaftlichen Beweise dafür, dass so etwas wie Fernwahrnehmung existiert. Im Allgemeinen wird der Bereich der Fernwahrnehmung als Pseudowissenschaft angesehen.

## Technik und Studien
Die Technik des Remote Viewing basiert darauf, dass der Viewer (Seher) durch eine außersinnliche Technik versucht, Objekte oder Vorgänge wahrzunehmen, die er mit seinen gebräuchlichen fünf Sinnen nicht erfassen kann. Das zu erfassende Ziel (target) kann räumlich und/oder zeitlich entfernt liegen oder unsichtbar in einem verschlossenen Umschlag z. B. als Bild vorhanden sein. Zu Beginn einer Remote-Viewing-Sitzung (session) weiß der Viewer nicht, was er „sehen“ bzw. wahrnehmen soll (blind session). Somit wird das Ergebnis einer Session nicht von den Phantasien und den Gedächtnisinhalten des Viewers beeinflusst. Remote Viewing Sessions können auch doppelverblindet durchgeführt werden.
Studien des PEAR Institute (Princeton Engineering Anomalies Research Lab) in Zusammenarbeit des IGPP (Institut für Grenzgebiete der Psychologie und Psychohygiene) ergaben, dass sogenannte Psi-Effekte nicht beliebig reproduzierbar beziehungsweise praktisch anwendbar sind.

## Geschichte
Es gab immer wieder Berichte über Menschen, die angeblich Geschehnisse in der Ferne richtig angaben. Dabei mögen die Perzipienten (etwa Emanuel Swedenborg) persönlich involviert gewesen sein oder durch Bande der Verwandtschaft telepathisch vom Tod eines Verwandten Kenntnis bekommen haben (die sogenannten „Crisis apparitions“, die sich durch körperliche Symptome oder Halluzinationen äußern können). Erste Free-Response-Versuche unternahmen A. W. Thaw (1892), Upton Sinclair (1930; zusammen mit seiner Frau, die sich in einem Nebenzimmer auf Objekte konzentrierte, worauf Sinclair seine Eindrücke aufzeichnete) und René Warcollier (1938).
Systematisch wurde die Fernwahrnehmung indessen erst von den US-Amerikanern untersucht. 1970 startete das Stanford Research Institute (SRI) in Menlo Park (Bundesstaat Kalifornien), das der Universität Stanford angeschlossen war, Versuche mit einem Team angeblich begabter Medien. Gegründet hatte das Projekt der US-amerikanische Physiker Harold Puthoff, dem sich sein Kollege Russell Targ anschloss. Aus den Versuchen entstand das sogenannte Coordinate Remote Viewing, das zusammen mit den daraus entstandenen Variationen im Deutschen heute generell als „Remote Viewing“ bezeichnet wird.
Von 1973 bis 1988 wurde intensiv experimentiert. Dann übernahm (1990) die Science Applications International Corporation (SAIC) in Palo Alto (Kalifornien) das Programm. Deren Leiter war Edwin May.
Seit 1970 wurde das Remote-Viewing-Projekt von US-amerikanischen Bundesbehörden – darunter die Armee, die Marine, die NASA und der Geheimdienst CIA – finanziell unterstützt, da man Anfang der 1970er Jahre eine „Psi-Lücke“ (Psychic gap) gegenüber der Sowjetunion festzustellen glaubte. Die aus sechs Medien bestehende Gruppe arbeitete isoliert an militärischen Projekten. Sie versuchte z. B. Atomraketen, geheimes Militärgelände und unterirdische Stationen zu entdecken. Ende der 1970er Jahre sprang die Defense Intelligence Agency (DIA) für die CIA ein und gab dem Projekt den Codenamen Star Gate. 1989 wurde das Programm zunächst für geheim erklärt, bis man ihm 1995 die Unterstützung entzog. In 24 Jahren hatte die Regierung die Aktivitäten der kleinen Gruppe mit insgesamt 20 Millionen Dollar unterstützt. Die offizielle Begründung für die Einstellung von Star Gate lautete, die Arbeit der Gruppe habe nicht viel gebracht.
An der Princeton-Universität wurden Fernwahrnehmungsexperimente betrieben, mit der Spielart „präkognitiv“. Robert Jahn leitete das PEAR (Princeton Engineering Anomalies Research) und legte 1987 in den USA mit dem Buch „Margins of Reality“ einen theoretisch fundierten Bericht vor. Eine weitere Grundlage waren die Ganzfeld-Versuche von Charles Honorton aus Edinburgh. Bei diesen Versuchen sollten sensorisch abgeschirmte Versuchspersonen im Labor aufskizzieren, was sie von dem gesehen hatten, was Agenten in einem Nebenraum an Videoclips oder Bildern betrachteten. Dies war einer der erfolgreichsten Versuchsansätze der Parapsychologie der vergangenen Jahrzehnte.
Das Freiburger „Institut für Grenzgebiete der Psychologie und Psychohygiene“ stellte einen Versuch an, bei dem sich der Agent (Elmar Gruber) in Rom aufhielt und die Perzipientin (Marilyn Schlitz) in Minnesota ihre Eindrücke niederschrieb. Der Versuchsbericht wurde im Dezember 1980 veröffentlicht.

## Mediale Rezeption
In der Komödie Männer, die auf Ziegen starren aus dem Jahr 2009 wird der Versuch einer experimentellen Psi-Spezialeinheit der US Army, Remote Viewing zu erforschen und einzusetzen, dargestellt.